# Манешти (Арђеш)
Манешти (рум. Mănești) насеље је у Румунији у округу Арђеш у општини Кука. Oпштина се налази на надморској висини од 500 m.

## Становништво
Према подацима из 2002. године у насељу је живело 49 становника, од којих су сви румунске националности.